# MUOS

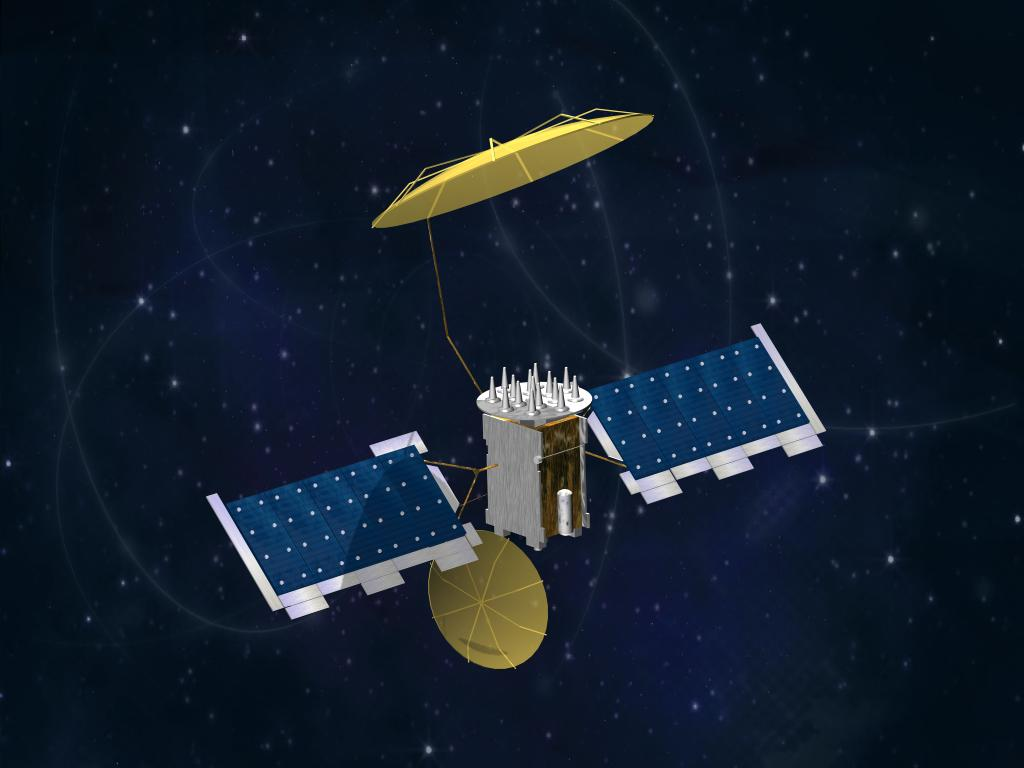
Satellite MUOS.

Il MUOS (acronimo di Mobile User Objective System) è un sistema di comunicazioni satellitari (SATCOM) militari ad alta frequenza (UHF) e a banda stretta (non superiore a 64 kbit/s), gestito dal Dipartimento della Difesa degli Stati Uniti. Il sistema è composto da quattro satelliti (più uno di riserva) e quattro stazioni di terra.
Il sistema MUOS integrerà forze navali, aeree e terrestri in movimento in qualsiasi parte del mondo e ha l'obiettivo di rimpiazzare l'attuale sistema satellitare UFO (Ultra High Frequency Follow-On).

## Panoramica

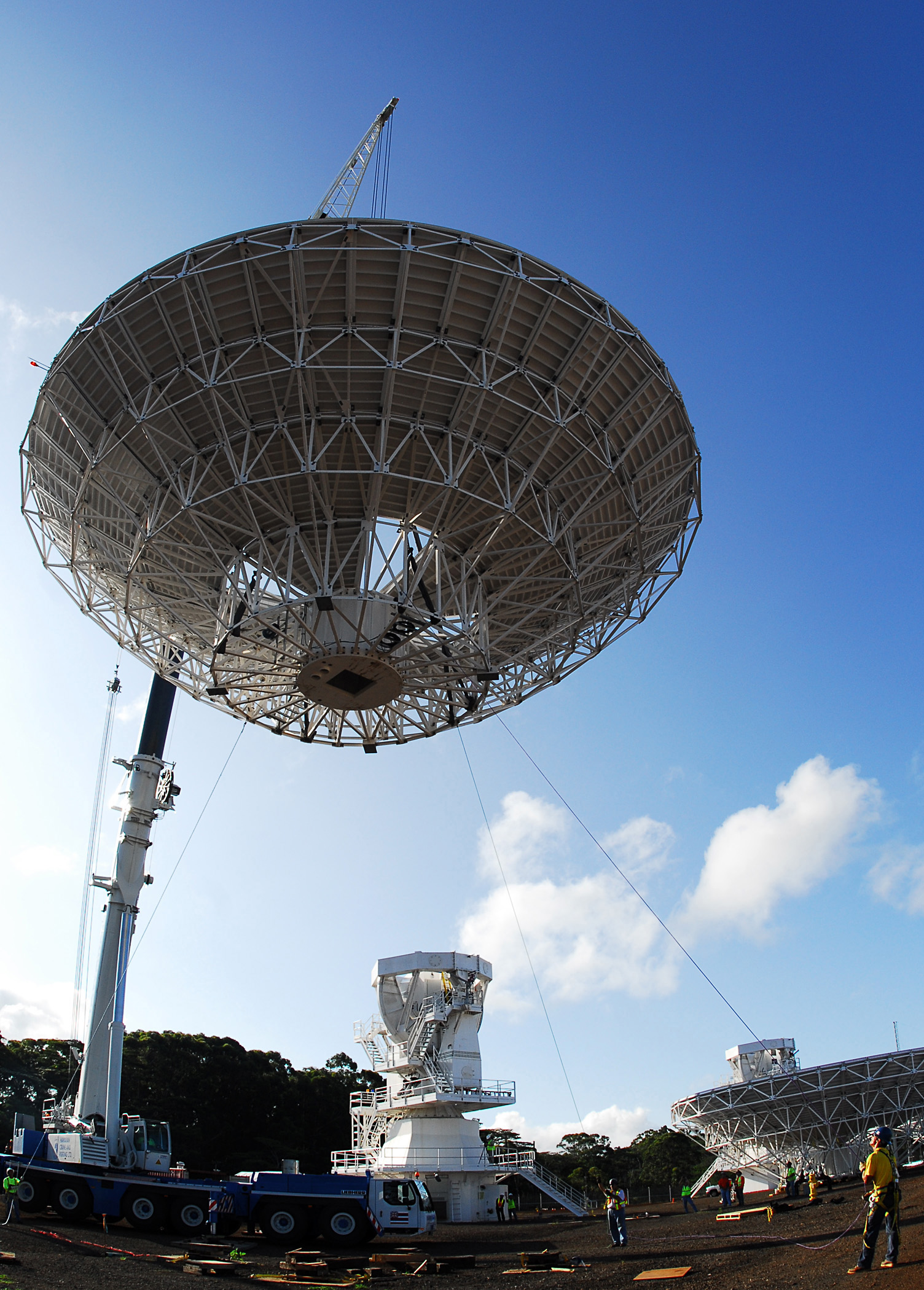
Installazione di un'antenna MUOS nelle Hawaii.

Il Mobile User Objective System (MUOS) è un sistema di comunicazione satellitare operante su bande UHF (Ultra High Frequency) al servizio del Dipartimento della Difesa degli Stati Uniti. Il MUOS sostituirà il sistema UHF Follow-on prima della sua dismissione, per fornire agli utenti nuove funzionalità e miglioramenti in termini di mobilità, accesso, capacità e qualità. Destinato principalmente ad utenti mobili (ad esempio, piattaforme aeree e marittime, veicoli di terra e fanteria), il MUOS permetterà comunicazioni dati, audio e video.

### Sistema WCDMA
Il MUOS opera come fornitore globale di servizi cellulari per sostenere l'azione dei soldati sul terreno con moderne funzionalità della tecnologia cellulare, tra le quali la condivisione di file multimediali. Converte un sistema telefonico con connessione commerciale di terza generazione (3G) Wideband Code Division Multiple Access (W-CDMA) in un sistema radio militare UHF SATCOM usando satelliti in orbita geostazionaria al posto di ripetitori cellulari. Operando nella banda di frequenza UHF, una banda di frequenza inferiore a quella utilizzata dalle tradizionali reti cellulari terrestri, il MUOS fornirà ai militari la possibilità tattica di comunicare in ambienti svantaggiati, come regioni boscose nelle quali i segnali di frequenza più elevata sarebbero eccessivamente attenuati dalla volta della foresta.

### Programma di realizzazione
L'Ufficio per il Programma delle Comunicazioni Satellitari della Marina Militare degli Stati Uniti d'America (PMW 146) del comitato esecutivo del programma (PEO) per i sistemi spaziali a San Diego è lo sviluppatore a capo del programma MUOS. Lockheed Martin è il Prime Contractor del sistema ed è il progettista dei satelliti del MUOS in forza del contratto US Navy Contract N00039-04-C-2009, stato annunciato il 24 settembre 2004. Il costo più incentivi più premi di aggiudicazione per il MUOS definiti un periodo-base di esecuzione dei sette anni del valore di 2 110 886 703 $. Il contratto base prevede una capacità operativa iniziale composto da due satelliti con gli elementi associati di controllo a terra MUOS. Il contratto definisce anche l'opzione del contratto [ 6 ] che, se esercitata, dovrebbe aggiungere quattro anni e 1 154 948 927 $ alla base. Tra i subappaltatori chiave vi sono General Dynamics (architettura di trasporto terrestre), Boeing (Sistema legacy UFO e porzioni del WCDMA payload) e Harris (riflettori maglia schierabili). Il lancio in orbita del primo satellite era stato previsto per la fine del 2009 con il raggiungimento della capacità in orbita nel 2010. Dopo molti ritardi, il primo satellite MUOS-1, è stato lanciato nello spazio il 24 febbraio 2012.

### Costellazione dei satelliti MUOS

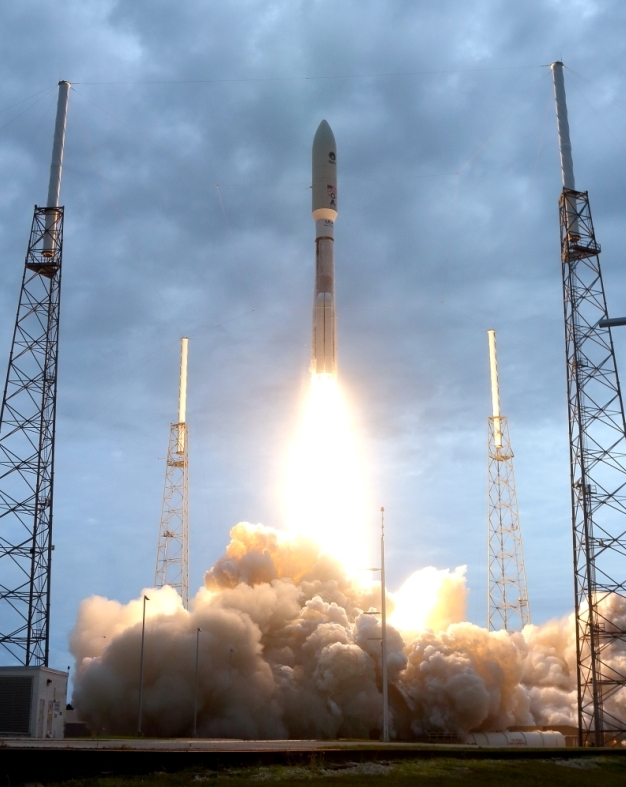
Il lancio del razzo Atlas V che ha portato in orbita il MUOS-2 (Base aerospaziale di Cape Canaveral, 19 luglio 2013)

La costellazione MUOS sarà composta da cinque satelliti, quattro dei quali operativi e uno in orbita in funzione di riserva. Il MUOS fornirà agli utenti accessi militari point-to-point e point-to-multipoint con accesso basato su un sistema a precedenza e preventivo per voce, dati, video, o una combinazione di servizi fonia e dati che coprono l'intero globo. Le connessioni possono essere instaurate su richiesta dagli utenti sul campo, nel giro di secondi, e poi rilasciate con la stessa facilità, liberando risorse per altri utenti. In linea con i metodi militari di comunicazione più tradizionali, possono essere stabilite anche reti pre-programmate, sia in modo permanente sia con un calendario programmato, usando i centri di gestione a terra della rete MUOS.
| Nome   | Data di lancio   | vettore (razzo) | Status |
| ------ | ---------------- | --------------- | ------ |
| MUOS 1 | 24 febbraio 2012 | Atlas V 551     | Attivo |
| MUOS 2 | 19 luglio 2013   | Atlas V 551     | Attivo |
| MUOS 3 | 21 gennaio 2015  | Atlas V 551     | Attivo |
| MUOS 4 | 2 settembre 2015 | Atlas V 551     | Attivo |
| MUOS 5 | 24 giugno 2016   | Atlas V 551     | Attivo |

### Compatibilità con il sistemaUHF Follow-on
Oltre al carico utile dedicato al sistema cellulare MUOS WCDMA, ciascun satellite riserva una parte del suo spazio utile a un sistema legacy UHF Follow-on (UFO). Questo serve a prolungare la vita utile dei vecchi terminali SATCOM UHF per permettere una transizione graduale verso il nuovo sistema MUOS.

## Stazioni di terra MUOS

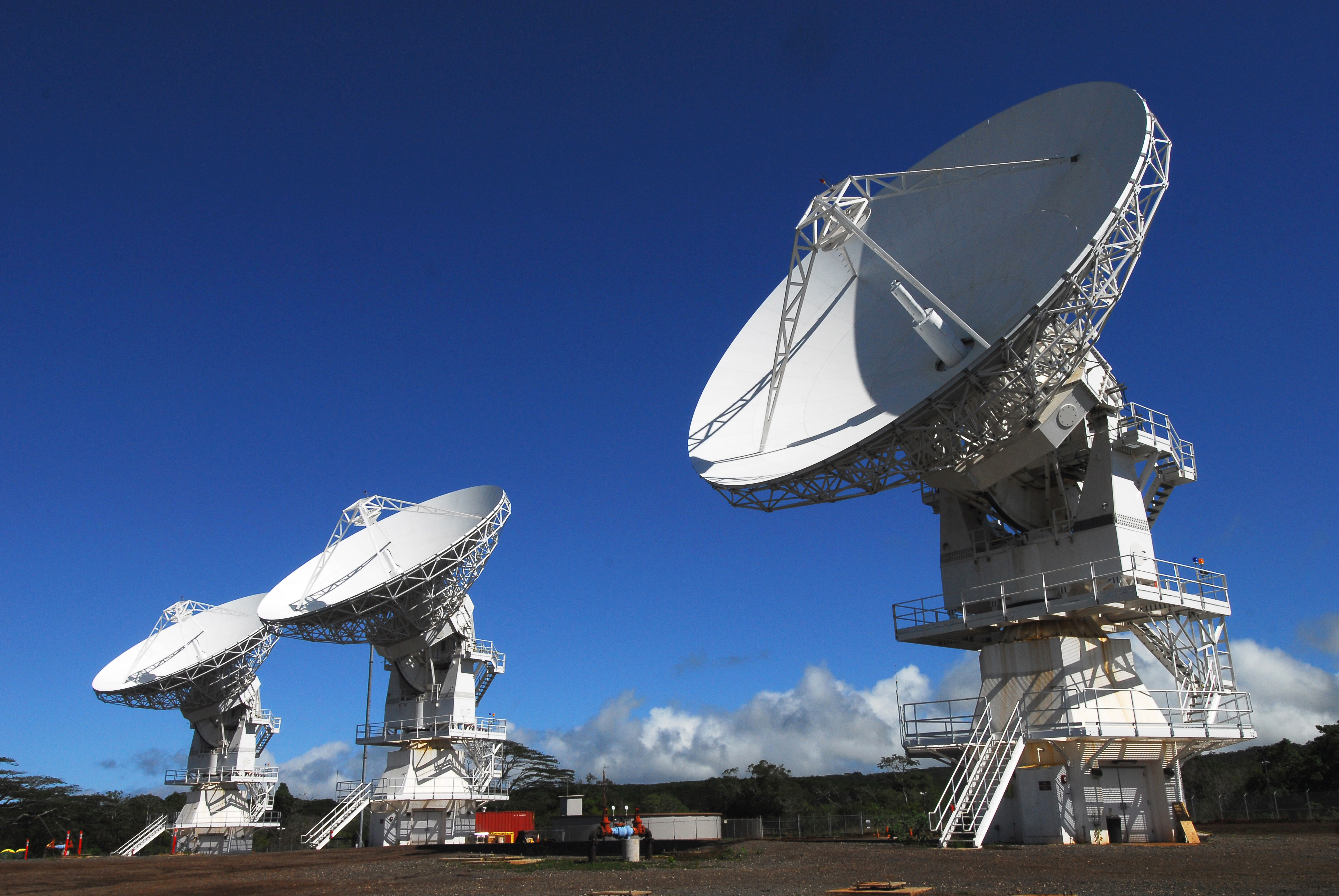
Stazione di terra MUOS a Wahiawa.

Il MUOS comprenderà quattro impianti di stazione a terra. Le selezioni dei siti sono state completate nel 2007 con la firma di un “Memorandum of Agreement” (MOA) tra la marina degli Stati Uniti e il Dipartimento della difesa australiano. Le quattro stazioni a terra, ognuna delle quali serve uno dei quattro satelliti attivi, saranno ubicate presso: 
- Australian Defence Satellite Communications Station a Kojarena[6] a circa 30 km a est di Geraldton, Australia Occidentale;
- Naval Radio Transmitter Facility (NRTF) Niscemi a Niscemi, a circa 60 km dalla Naval Air Station di Sigonella[7], Sicilia (ITA);
- NGaval SATCOM Facility, Northwest, Chesapeake nel sud-est della Virginia (USA);
- Naval Computer and Telecommunications Area Master Station Pacific situato a Wahiawa nell'isola di Oahu dell'arcipelago delle Hawaii (USA).

## Controversie

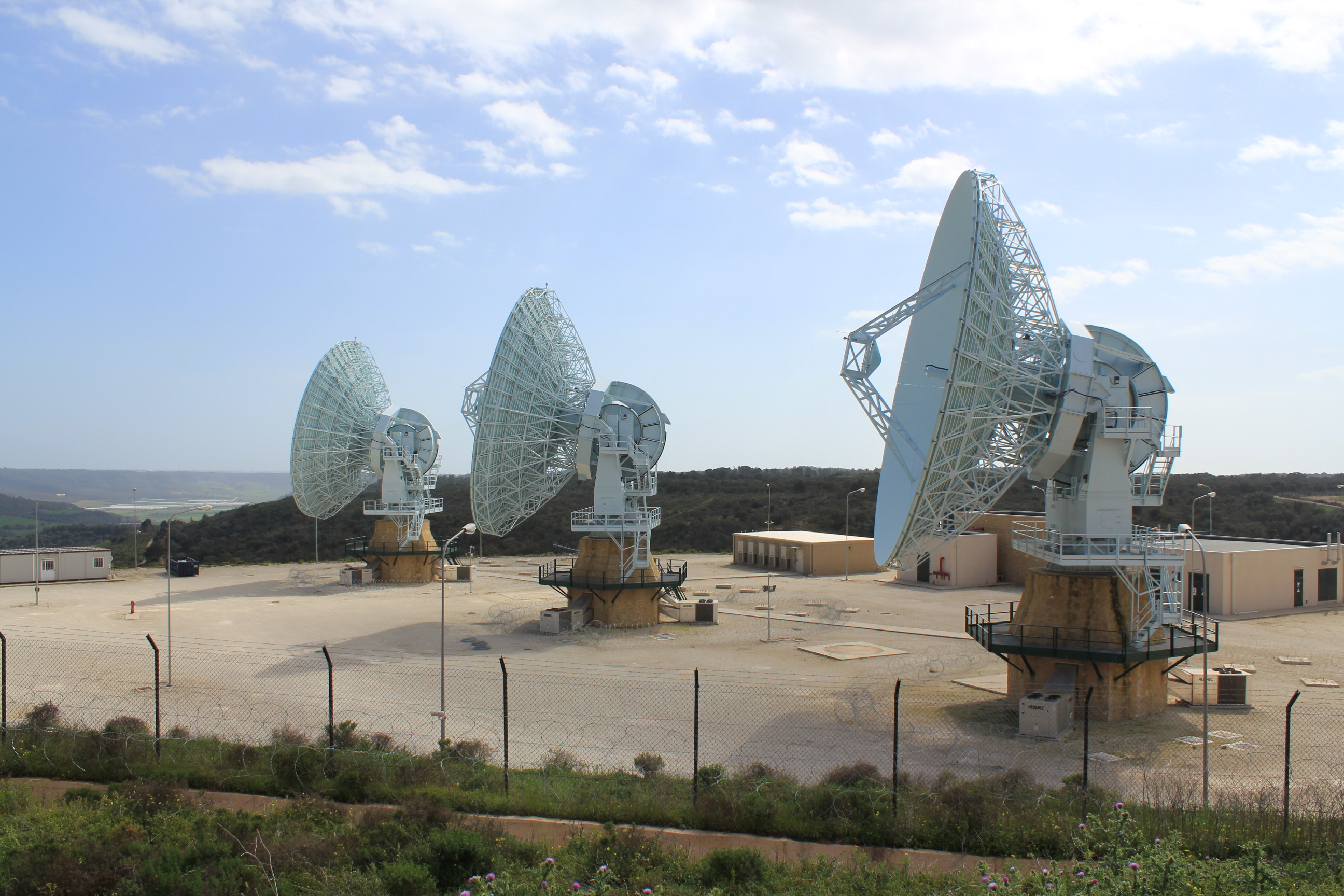
Antenne paraboliche presso l'NRTF di Niscemi

L'installazione del MUOS nel Naval Radio Transmitter Facility (NRTF) di Niscemi nell'area dell'omonimo comune, nel libero Consorzio comunale di Caltanissetta, è oggetto di proteste della popolazione e dei rappresentanti politici locali. A poche ore dalla manifestazione nazionale di protesta organizzata dal movimento "NoMUOS", la Procura di Caltagirone, in data 6 ottobre 2012, ha disposto il sequestro della stazione radio MUOS di Niscemi per violazione delle prescrizioni fissate dal decreto istitutivo della area protetta denominata Riserva naturale orientata Sughereta di Niscemi. Il sequestro è stato poi annullato in data 28 ottobre 2012 dal Tribunale della libertà di Catania che ha dato, così, il via libera alla ripresa dei lavori; il Procuratore della Repubblica presso il tribunale di Caltanissetta attende le motivazioni del Tribunale di Catania per valutare la possibilità di un ricorso in Cassazione. Nel gennaio 2013 sulla questione interviene il Presidente della Regione Siciliana Rosario Crocetta, che avanza la richiesta di sospensione dei lavori di installazione delle quattro antenne del MUOS. Il dibattito si accende in tutta la Sicilia, coinvolgendo il mondo politico, sociale, culturale, e anche dello spettacolo.
L'11 marzo 2013, la Regione Siciliana raggiunge un'intesa con il Governo per chiedere agli Stati Uniti di non procedere all'installazione delle parabole fino all'ottenimento di risultati sull'impatto sull'ambiente e sulla salute dei dispositivi attivati, anche alla massima potenza. Il 29 marzo 2013, la Regione Siciliana revoca in via definitiva l'autorizzazione alla costruzione della stazione MUOS a Niscemi. Il 20 aprile 2013 il Ministero della difesa Giampaolo Di Paola ha presentato ricorso al Tar della Sicilia chiedendo l'annullamento della revoca e la condanna della Regione al risarcimento dei danni.
Il 9 luglio 2013, il TAR di Palermo ha respinto tali richieste di sospensiva della decisione della Regione che aveva arrestato i lavori in applicazione del principio di precauzione circa la salute della popolazione locale.
Il 25 luglio 2013, la Regione Siciliana revoca lo stop imposto all'autorizzazione al MUOS. Tra il 24 e il 26 gennaio 2014 le tre antenne paraboliche della stazione di terra Muos sono state posizionate sui rispettivi supporti, in linea con i tempi di realizzazione annunciati nel giugno 2013, mentre il 20 gennaio 2015 è stato lanciato in orbita il terzo dei satelliti per la messa in funzione del Muos.
Il 13 febbraio 2015 il TAR (Tribunale Amministrativo Regionale) della Sicilia annulla la delibera della revoca operata dalla Regione Siciliana il 25 luglio 2013, con la conseguenza di fermo ai lavori. Nella sentenza, il TAR accoglie i ricorsi presentati dai Comitati No MUOS e dal Comune di Niscemi, perché, alla luce della relazione del verificatore, ritenendo che i possibili effetti negativi su salute e traffico aereo non siano stati trattati in maniera esaustiva dall'Istituto Superiore di Sanità, dall'Ispra e dall'Enav: essi, pertanto, sono suscettibili di ulteriori e necessari approfondimenti.
Il 1º aprile del 2015 il Gip di Caltagirone emette l'ordinanza di sequestro dell'impianto realizzato nella riserva del Sughereto di Niscemi, confermata poi dal Tribunale per il Riesame di Catania, su richiesta del procuratore Giuseppe Verzera, che ha bloccato la prosecuzione dei lavori per la realizzazione dell'impianto di Telecomunicazione nella base americana per il quale sono indagate otto persone.
4 settembre 2015: il Cga accoglie parzialmente il ricorso del Ministero della Difesa, disponendo nuove verifiche.
Il 25 gennaio 2016 la Cassazione rigetta il ricorso presentato dall'Avvocatura dello Stato per conto del Ministero della difesa: rimane vigente l'ordinanza emessa il 1º aprile.
Il 26 febbraio 2016 il giudice dispone il completamento delle attività di controllo attraverso la misurazione delle emissioni prodotte dalle parabole e della antenne: saranno in esercizio tutti gli impianti per fare le rilevazioni.
Il 9 marzo 2016 il MUOS viene acceso alle 9 del mattino su disposizione del Cga per il tempo necessario a verificare sul campo la reale pericolosità delle emissioni elettromagnetiche della struttura.
Il 24 marzo 2016 il collegio di verificazione nominato dal Cga consegna la relazione finale in cui si esclude, alla luce delle misure effettuate tra il 9 e l'11 marzo 2016, qualunque tipo di rischio per la salute connesso all'accensione del MUOS.
Il 6 maggio 2016 il Consiglio di giustizia amministrativa per la Regione siciliana (CGA) ritiene "emerso con sufficiente sicurezza come l'impianto in discussione non generi emissioni illegali né faccia sorgere le altre criticità che erano state ipotizzate dall'Ente locale (fermo restando, beninteso, che la rilevanza dell'installazione esige comunque che l'Amministrazione non manchi di monitorarne le emissioni nel tempo)" e di conseguenza respinge il ricorso del Comune di Niscemi.

### Analisi dei rischi
Nel 2011 il prof. Massimo Zucchetti (professore ordinario di Impianti nucleari al Politecnico di Torino) e il dott. Coraddu hanno stilato una relazione per conto del comune di Niscemi. La relazione conclude che:
- le misurazioni svolte dall'ARPA mostrano che i limiti di sicurezza previsti dalla legislazione italiana saranno sicuramente superati;
- sebbene le caratteristiche del sistema siano poco note, si possono comunque avanzare alcune ipotesi circa i rischi associati al MUOS.[30] Segue quindi l'analisi dei potenziali rischi cui può andare incontro la popolazione che abita nelle zone adiacenti l'impianto.

Zucchetti e Coraddu affermano che "per un principio di salvaguardia della salute della popolazione e dell'ambiente, non dovrebbe essere permessa alcuna installazione di ulteriori sorgenti di campi elettromagnetici", aggiungendo che "[...] occorre approfondire lo studio delle emissioni già esistenti e pianificarne una rapida riduzione."
Nel luglio del 2013 l'Istituto Superiore di Sanità rileva, invece, che "i risultati delle misure sperimentali effettuate dall'ISPRA indicano che tutti i limiti previsti dalla legislazione italiana in materia di protezione della salute umana dai campi elettromagnetici sono attualmente rispettati in larga misura.  Di conseguenza, l'impatto delle antenne di cui è prevista l'installazione presso la stazione NRTF può essere considerato separatamente da quello delle antenne attualmente in funzione."
Per quanto riguarda le antenne del sistema MUOS, l'Istituto Superiore di Sanità concludeva che “nella regione di campo vicino, al di fuori di cilindri coassiali con le antenne paraboliche, con base di diametro quadruplo rispetto alle aperture delle parabole stesse, i livelli di campo elettromagnetico sono almeno due ordini di grandezza inferiori al valore di attenzione previsto dalla normativa italiana come misura di cautela nei confronti degli ancora non accertati effetti a lungo termine dei campi elettromagnetici. Non sono inoltre prevedibili rischi dovuti agli effetti noti dei campi elettromagnetici, e anche nell'ipotesi poco probabile di un puntamento delle antenne paraboliche a livello del terreno, o comunque nella direzione di persone che potrebbero essere esposte al fascio principale, si ritiene che tali rischi possano essere considerati trascurabili.”
Tuttavia, secondo l'Istituto Superiore di Sanità, “la natura puramente teorica delle valutazioni qui riportate impone comunque la necessità di verifiche sperimentali successive alla messa in funzione delle antenne del sistema MUOS, qualora quest'ultime vengano effettivamente installate”.
Tali conclusioni sono state oggetto di contestazione da parte di alcuni esperti che hanno effettuato altre stime di rischio: le contestazioni hanno riguardato sia il merito sia il modo in cui sono state anticipate alla stampa.